# 武蔵浦和ラーメンアカデミー

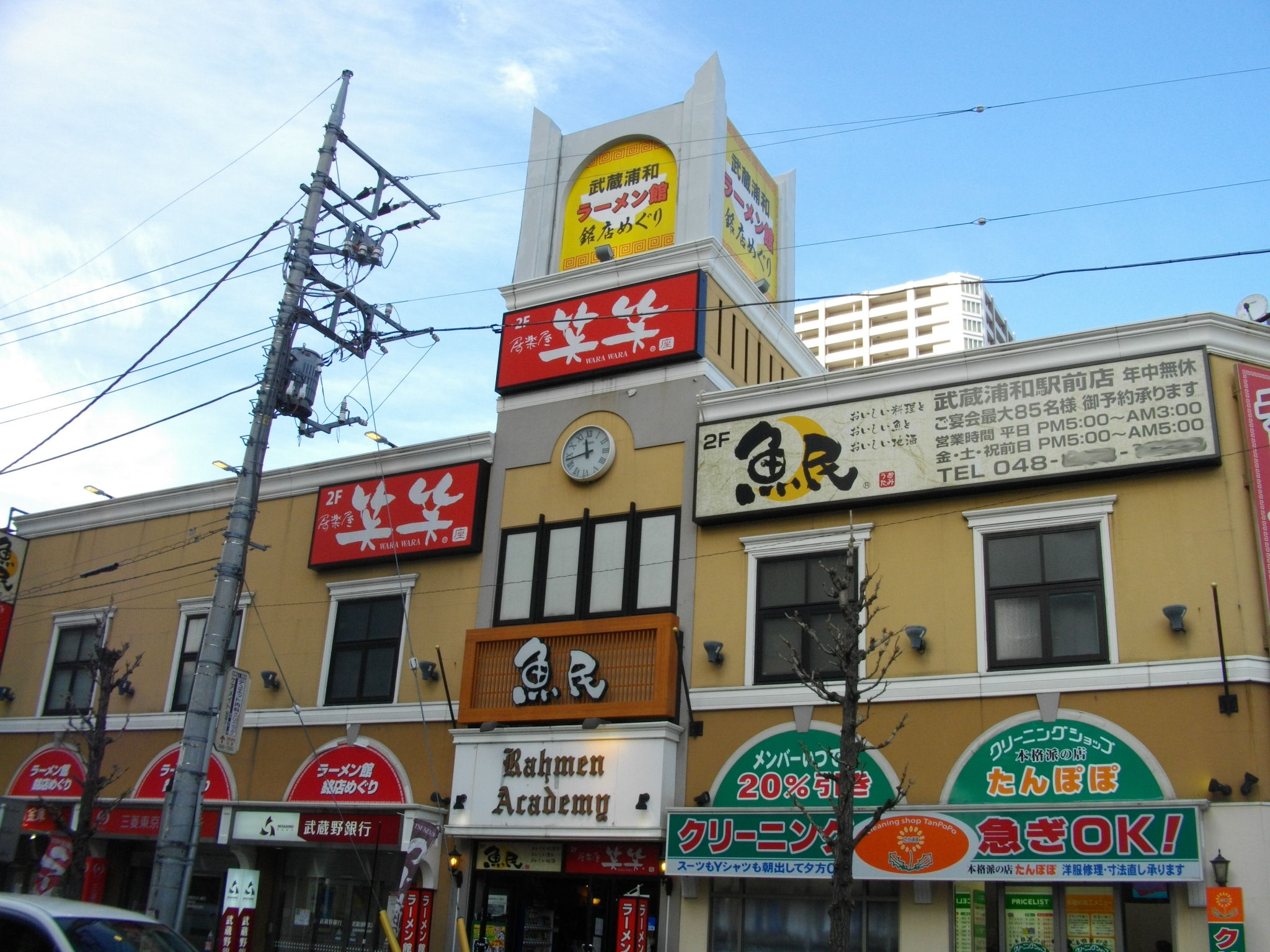
武蔵浦和ラーメンアカデミー

武蔵浦和ラーメンアカデミー（むさしうらわラーメンアカデミー）は、さいたま市南区の武蔵浦和駅（JR埼京線・武蔵野線）前にあるラーメンに関する入場料無料のフードテーマパーク。
武蔵浦和駅西口を出たペデストリアンデッキ沿いにあるが、接続はされていないので、1度デッキを降りて入館する。2020年現在、ラーメン店は1店も入居していない状態となっている（後述）。

## 概要
新横浜ラーメン博物館の成功を受けて、浦和の地場ゼネコンであるユーディケーが社有地を利用して2003年11月19日にオープンした。オープン当時の新聞記事では「全国的にも例のない、先進的なラーメン店を集結させたテーマ型ラーメン特化施設」「⾸都圏に新しいラーメン⽂化の殿堂の実現を⽬指す」「新しい埼玉の顔として人気を呼びそう」などと報じられ、オープン式典には埼玉県知事の上田清司、さいたま市長の相川宗一（いずれも当時）が出席した。再開発地区内にあり、新事業が立ち上がるまで5年から10年程度の期間限定営業を見込んでいるとしており、オープン当時は住宅地であった武蔵浦和駅前を5年以内に商業地域化させる目的で話題性の高いラーメン集合施設の建設を決めた点や、都内からのアクセスの良さ、県内にテーマ型飲食施設が少ないため話題性になる点が報じられた。企画は商業施設のコンサルタント会社であるヴィジュアル・ジャパンが担当した。
全国各地のラーメン店など5 - 6店舗が出店、校舎をイメージした2階建てビルの2階部分にラーメン店が入居し、1店舗につき面積は約70平方メートル、席数は21席、出店契約期間は1年となっていた。ラーメン店同士の競争を促し施設の新鮮さを常に保つために店舗間で年間売上などを競わせ、下位の2店舗は毎年新規店舗との入れ替えを行う「サバイバル方式」を特徴としており、日経ビジネスではこれを「常連客を飽きさせないための新たな趣向」と報じていた。オープン時に出店した6店舗は全国から応募した40店から選ばれ、翌年の入替えを狙って選考に漏れた店舗が出店の打診や順番待ちをする所もあったという。激しい店舗入替えに対応すべく、厨房一式は備え付けで、参加店側は鍋、釜、スタッフを用意するだけでよく、店舗の大規模改装は禁止となっていた。各店舗には2ヶ月毎に新メニューを追加することが義務付けられていたほか、評論家や一般客で評価委員会を作り、新作メニューや接客対応など複数の評価項目から「通信簿」を作成、各店舗の評価を行うイベントも行われていた。退店（撤退）の際は「卒業」という表現を使用していた。初年度来場者は125万人、年商10億円を見込んでいたが、実際の入場者は約70万人に留まった。当初は出店店舗について「有名でも多店舗展開している店は避ける」「ラーメンファンの間では有名だがチェーン店化されていないこと」を基本理念としていたが、実際の入場者数を鑑みて方針を転換、オープン1年後の2004年11月にはリニューアルを実施した。2009年3月より施設名を「ラーメン館銘店めぐり」に変更していた。
経営面については、住宅新報に掲載された日本不動産鑑定士協会連合会広報委員の談として「店舗を入れ替えて新陳代謝を良くして成功している」との評価もあった。その後閉店が相次ぎ、2020年現在は居酒屋とカラオケ店が入居するのみでラーメン店が1店舗も出店していない状態となっている。当施設は都市再生機構が施行する再開発事業「武蔵浦和駅第1街区第一種市街地再開発事業」にて、隣接するケーズデンキ武蔵浦和店（2012年閉店）と共に「第1-A地区」を形成するが、2006年発表の都市計画案では当地区は再開発地域から外れた。その後、2019年に「武蔵浦和駅前計画」としてケーズデンキ跡地に18階建て高層マンションが建設されること（2021年着工、2024年完成予定）が明らかとなった。その後、2024年02月に「プラウドシティ武蔵浦和ステーションアリーナ」として完成した。

## 館内施設一覧
- 1F
  - 入口（エスカレーターで2階に上がる）
  - 銀行のATM（三菱UFJ銀行、武蔵野銀行、埼玉縣信用金庫）
  - 宝くじ売り場
  - クリーニング（たんぽぽ武蔵浦和店）
  - ユーディケーサービス不動産部
  - 月極駐輪場
- 2F
  - 居酒屋、カラオケ店[注 2]
  - 男子トイレ、女子トイレ

### 過去に出店した店舗
- オープン時の店舗[2][6]
  - 北海道札幌 - 平成軒
  - 新潟県 - 来味
  - 香川県 - はまんど
  - 東京都池袋 - えるびす
  - 東京都立川 - 鏡花 くれなひ
  - 東京都大井 - 鹿まる
- 2007年8月当時の店舗[5]
  - 福岡県筑豊 - 山小屋
  - 富山県富山 - 麺家 いろは
  - 北海道旭川 - 秦斗
  - 北海道月形 - まる竹本舗
  - 中華料理店 - 王龍
- ラーメンオールスターズ
  - 全国の有名ラーメン店をチーム化し、定期的に店舗を入れ替えるシステム[17]

## その他
- 所在地：埼玉県さいたま市南区沼影1-8-17
- 営業時間：11:00 - 24:00（日曜・連休最終日は11：00 - 22：00）